# IMA Journal of Management Mathematics
El IMA Journal of Management Mathematics (IMAMAN) es una revista académica trimestral revisada por pares publicada por Oxford University Press en nombre del Instituto de Matemáticas y sus Aplicaciones. 
La revista publica investigaciones matemáticas de la más alta calidad que pueden ser utilizadas directamente o tienen un potencial demostrable para ser empleadas por los gerentes para mejorar sus prácticas.
Cubre investigaciones relevantes en todos los aspectos de las matemáticas de gestión y actualmente está organizado en torno a 6 áreas principales: análisis de decisiones, finanzas, salud y sociedad, matemáticas de gestión multidisciplinarias, operaciones y deporte.

## Historia
La historia de la revista se analiza en detalle en un editorial aportado por Roge Mamon, Phil Bufanda y Aris Syntetos en 2020. 
La revista se creó en 1986 y se tituló IMA Journal of Mathematics in Management. Esto amplió el conjunto de revistas de matemáticas publicadas por Oxford University Press en nombre del Instituto de Matemáticas y sus Aplicaciones (IMA) de cinco a seis revistas. El primer editorial de los primeros editores, Roy Stainton y Raymond Cuninghame-Green, dejó muy claro que "la posición central de las matemáticas y la valoración igualitaria de la teoría y la práctica serán las características distintivas de [la] nueva revista". Este sigue siendo el principio rector de la revista.
Roy Stainton fue profesor de Investigación Operativa en la Universidad de Southampton y fue nombrado presidente de la Sociedad de Investigación Operativa (ORS) en 1984. Muchos editores posteriores también ocuparon la presidencia de la ORS. Ray Cuninghame-Green fue profesor de Matemáticas Industriales en la Universidad de Birmingham de 1975 a 1999, donde sentó las bases de las matemáticas de gestión. Fue un pionero del álgebra máxima.
Lyn Thomas fue nombrada editora en 1988 y la revista cambió su nombre a IMA Journal of Mathematics Applied in Business and Industry ese mismo año. Lyn fue profesora en la Universidad de Edimburgo (más tarde en la Universidad de Southampton) y sirvió hasta 1996. La calificación crediticia fue un tema importante y en desarrollo durante este tiempo, y Lyn hizo muchas contribuciones significativas. La conexión con Southampton se mantuvo cuando Sean McKee reemplazó a Roy Stainton en 1992. Russell Cheng reemplazó a Lyn en 1996 y trabajó en la revista hasta 2001.
Durante la década de 1970, Lyn fue miembro del grupo de quirófano de la Universidad de Manchester encabezado por Doug White. Entonces, indirectamente, Doug tuvo una influencia en la revista, sobre todo porque un editor posterior, Tony Christer, pasó años de formación en el mismo grupo. Tony fue nombrado editor en 2001 y cambió el título de la revista a IMA Journal of Management Mathematics, con el que la revista persiste hasta el día de hoy. Tony publicó muchos de sus propios artículos en la revista sobre modelado de mantenimiento. Este sigue siendo un tema importante para la revista. Los primeros editores, Ray y Roy, habrían aprobado el cambio de título, porque la gestión es universal, mientras que los negocios y la industria podrían interpretarse de manera más estricta. No obstante, continúa la idea de que las matemáticas deberían estar en el centro de la investigación publicada en la revista. Esta noción también distingue las matemáticas de gestión de la investigación operativa (de operaciones) y la ciencia de la gestión.
En 2003, Ken Darby-Dowman reemplazó a Tony Christer. Bajo la dirección de Ken, el área temática financiera de la revista comenzó a desarrollarse. Robert Abrams, expresidente de la OR Society of America, fue nombrado editor al mismo tiempo que Ken y ocupó el cargo hasta 2007. Rogemar Mamon, profesor de la Universidad de Western Ontario, nombrado en 2009, supervisó todos los manuscritos relacionados con las finanzas, los seguros y las ciencias actuariales hasta 2021.
Tony Christer fundó el Centro de OR y Estadística Aplicada en la Universidad de Salford a mediados de los años 1980. Los colegas de Tony allí, Phil Bufanda y Aris Syntetos, sirvieron como coeditores con Roge. Phil fue editor desde 2004 (hasta 2022) y Aris, ahora profesor de ciencia de la decisión en Cardiff Business School, desde 2009 (actualmente se desempeña como único editor en jefe). Continuando con la responsabilidad de Tony, Phil publicó trabajos sobre optimización del mantenimiento, pero también se ha diversificado hacia las estadísticas deportivas. Aris trabaja en la previsión de inventarios.

## Editores en jefe
Actualmente, la revista está editada por Aris A. Syntetos, de la Universidad de Cardiff.
Los editores en jefe anteriores fueron:
Raymond Cuninghame-Green (1986-1988)
Roy Stainton (1986-1992)
Lyn Thomas (1988-1996)
Sean McKee (1992-2001)
Russell Cheng (1996-2001)
Tony Christer (2001-2003)
Robert Abrams (2002-2007)
Ken Darby-Dowman (2002-2009)
Rogemar Mamón (2009-2021)
Phil Bufanda (2004-2022)

## Resumen e indexación
El IMA Journal of Management Mathematics está resumido e indexado en la American Mathematical Society, Mathematical Reviews, Magazines, Journal Citation Reports, ProQuest, Science Citation Index y Zentralblatt Math . Según los últimos Journal Citation Reports, la revista tiene un factor de impacto en 2022 de 1,7. 